# ایمی بیچ
ایمی مارسی چنی بیچ (به انگلیسی: Amy Marcy Cheney Beach؛ زادهٔ ۵ سپتامبر ۱۸۶۷ درگذشتهٔ ۲۷ دسامبر ۱۹۴۴) نوازنده پیانو، و آهنگساز اهل ایالات متحده آمریکا بود. او اولین زن آهنگساز آمریکایی بود که به‌طور گسترده موفقیت کسب کرد.
سمفونی Gaelic که نخستین بار توسط ارکستر سمفونی بوستون در سال ۱۸۹۶ اجرا شد، اولین سمفونی بود که توسط یک زنان آمریکایی تنظیم شده بود. او اولین زن آهنگساز آمریکایی بود که بدون آموزش‌های اروپا موفقیت کسب کرد و یکی از معتبرترین و مشهورترین آهنگسازان آمریکایی به‌شمار می‌آید. او بخاطر نواختن پیانو و اجرای موسیقی در آمریکا و آلمان مورد تحسین قرار گرفت.

## زندگی
ایمی در ایالت نیوهمیشایر آمریکا به دنیا آمد. او تمامی نشانه‌های یک کودک نابغه را داشت و در یک سالگی می‌توانست ۴۰ ترانه را بخواند و وقتی به دو سالگی رسید می‌توانست بداهه خوانی کند و ملودی بسازد.
در سن سه سالگی خودش توانست خواندن را بیاموزد. در ابتدا خودش به‌طور خود آموز بر روی پیانو چند قطعه والتز نواخت و خانواده خود را شگفت زده کرد.
او درس پیانو را به‌طور رسمی در سن ۶ سالگی با مادرش شروع کرد و به سرعت توانست در برنامه‌های عمومی آثار هندل، بتهوون و شوپن و نیز قطعات خود را بنوازد.

## شهرت
ایمی اولین کنسرت خود را در سن شانزده سالگی در ۱۸ اکتبر ۱۸۸۳ به اجرا گذاشت که توسط آدولف نواندورف رهبری می‌شد.
یک موفقیت عمده ایمی در قطعه Mass E-flat major بود که در سال ۱۸۹۲ توسط ارکستر هندل و هایدن اجرا شد که تا آن زمان هیچ قطعه موسیقی که توسط یک زن تنظیم شده باشد را اجرا نکرده بودند.
روزنامه‌ها در آن زمان نوشتند که این قطعه توسط یکی از برجسته‌ترین آهنگسازان آمریکایی تنظیم شده و آن را با قطعات لوئیجی کروبنی و باخ مقایسه کردند.
در سال ۱۹۰۰، سمفونی بوستون قطعات پیانوی ایمی را به عنوان سلیست اجرا کرد.
ایمی یک متفکر موسیقی بود که برای مجلات و روزنامه‌ها مطلب می‌نوشت. او به نوازندگان جوان و آهنگسازان به ویژه آهنگسازان زن، مشاوره می‌داد.
در سال ۱۹۱۵، او مطلبی تحت عنوان ۱۰ فرمان برای آهنگسازان جوان که بسیاری از اصول خود را در آن بیان کرده بود، نوشت.

## آثار
- سمفونی Gaelic در سال ۱۸۹۶
- کنسرتو پیانو c_charp minor
- چندین همنوایی برای گروه‌های کر